# Parkersburg (Iowa)
Pour les articles homonymes, voir Parkersburg.
Parkersburg est une ville du comté de Butler, en Iowa, aux États-Unis. La ville est incorporée le 7 décembre 1874. 
Les premiers colons connus dans la région de Parkersburg sont John Connell et son fils William, qui y construisent une cabane en bois en 1857. Une compagnie de chemin de fer inspecte la région, au début des années 1860. Une gare est érigée en 1865 et deux lignes de chemins de fer, de l'Illinois Central Railroad et Chicago and North Western Railway, sont construites à travers la ville. La ville est bientôt tracée puis enregistrée sous le nom de Parkersburg en l'honneur de Pascal P. Parker, un colon de la première heure et premier postier de la ville. La première grande affaire de la ville est un hôtel construit par Thomas Williams, appelé The Williams House. Plus tard, il devient la Maison Commerciale.

## Source de la traduction
- (en) Cet article est partiellement ou en totalité issu de l’article de Wikipédia en anglais intitulé « Parkersburg, Iowa » (voir la liste des auteurs).